# Костюк Олена Платонівна
Костюк Олена Платонівна (29 січня 1957, Київ — 7 лютого 2012, Київ) — лікар-ендокринолог, нейрофізіолог. Дочка Платона Григоровича Костюка (1924-2010), онучка Григорія Силовича Костюка (1899-1982). Доктор медичних наук (1999). Закінчила Київський медичний інститут (1980). Відтоді працювала в Інституті ендокринології та обміну речовин АМНУ (Київ): з 1995 року — провідний науковий співробітник. Із 2004 року — провідний науковий співробітник Інституту фізіології НАН України. Вивчала особливості перебігу захворювання цукровим діабетом. Особлива увага була спрямована на вивчення порушень внутрішньоклітинної регуляції кальцію в нервових клітинах при таких патологіях, як діабетична нейропатія й ацидоз, що виникають при цукровому діабеті та хворобі Альцгеймера.

## Біографія
Олена Платонівна народилася 29 січня 1957 року в Києві в родині науковців — всесвітньо відомого вченого-нейрофізіолога академіка Платона Григоровича Костюка та науковиці-патофізіологині Людмили Василівни Костюк (до шлюбу Хохол-Зеленської), яка працювала в Інституті геронтології АМН України. Бабусею Олени Платонівни по материній лінії була відома лікарка-педіатриня, член-кореспондентка АМН СРСР Олена Миколаївна Хохол, яка завідувала кафедрою госпітальної педіатрії Київського медичного інституту. Дідусем Олени Платонівни по батьковій лінії був відомий учений-академік, директор науково-дослідного інституту психології УРСР (нині Інститут психології ім. Г. С. Костюка НАПН України) Григорій Силович Костюк.
Після закінчення в 1980 році Київського державного медичного інституту з відзнакою за спеціальністю «лікувальна справа», Олена Платонівна працювала в Київському НДІ ендокринології та обміну речовин ім. В. П. Комісаренка АМН України на посадах від клінічного ординатора до провідного наукового співробітника. У цьому інституті Олена Костюк займалася проблемами цукрового діабету й у 1986 році захистила кандидатську дисертацію «Роль деяких контрінсулінових гормонів (глюкагона, соматостатіна та соматотропіна) у патогенезі цукрового діабету та діабетичних ангіопатій» за спеціальністю «ендокринологія».
Згодом Олена Костюк розпочала тісне наукове співробітництво з Інститутом фізіології ім. О. О. Богомольця НАН України, де вона намагалась поєднати клінічні та експериментальні дослідження, для більш глибокого розуміння перебігу захворювань на клітинному й молекулярному рівнях. У результаті такої співпраці вона захищає докторську дисертацію «Зміни кальцієвого гомеостазу в нервових клітинах при розвитку діабетичних нейропатій» (1999 р.).
Із 2004 р. до останніх своїх днів Олена Платонівна працювала в інституті фізіології ім. О. О. Богомольця НАН України на посаді провідного наукового співробітника відділу загальної фізіології нервової системи. Була керівником наукової групи, що займалася проблемами, пов'язаними із вивченням ряду патологій нервової системи.
Померла 7 лютого 2012 року у віці 55 років у Києві. Похована в одній могилі з батьками на Байковому кладовищі (ділянка № 33).

## Наукова діяльність
З появою Костюк О. П. в Інституті фізіології ім. О. О. Богомольця, започаткувались дослідження спрямовані на вивчення змін кальцієвого гомеостазу при нейроендокринних захворюваннях та дослідження фармакологічних впливів на такі зміни. Особлива увага цих досліджень була спрямована на вивчення порушень внутрішньоклітинної регуляції кальцію в нервових клітинах при таких патологіях як діабетична нейропатія та ацидоз, що виникають при цукровому діабеті. В останній час також нею були започатковані дослідження в області вивчення особливостей перебігу внутрішньоклітинного кальцієвого гомеостазу нервових клітин при хворобі Альцгеймера
Під керівництвом Олени Платонівни в Міжнародному центрі молекулярної фізіології АН України проводились дослідження пов'язані із вивченням ролі TRP-каналів в кальцієвій сигналізації сенсорних нейронів в нормі та патології.
Олена Костюк була керівником або відповідальним виконавцем низки вітчизняних і міжнародних наукових проектів пов'язаних з дослідженнями в галузі ендокринології та нейрофізіології, була членом ряду українських та міжнародних наукових товариств, серед яких — Українське фізіологічне Товариство, Українське товариство по нейронаукам, Українське товариство патофізіологів та була членом редакційної ради «Фізіологічного журналу».
О. Костюк є автором понад 140 наукових публікацій і співавтором ряду монографій «Клиническая диабетология», «Артериальная гипертензия при сахарном диабете», «Іони кальцію у функції мозку-від фізіології до патології» та «Внутрішньоклітинна кальцієва сигналізація: структури і функції».
Олена Платонівна була науковим керівником трьох кандидатських дисертацій, нею підготовлений курс лекцій «Молекулярна фізіологія» який вона викладала студентам кафедри прикладної фізики факультету ФТІ Національного технічного університету «КПІ».
У 2010 р. Олені Платонівні присуджене вчене звання професор. Зараз її учні працюють у відомих лабораторіях за кордоном — у США та Швеції.
За вагомий особистий внесок у розвиток вітчизняної фізіологічної науки, підготовку висококваліфікованих кадрів, багаторічну плідну наукову діяльність Олена Костюк нагороджена медаллю «За працю і звитягу».
Леся, як її називали рідні і друзі, була дуже відданою науці, і до останнього свого подиху цікавилася науковими новинами і працювала над своєю останньою статтею. Хоча в кінці свого життя вона була скута хворобою і не могла писати рукою, вона диктувала тексти статті, а мати записувала їх на чернетки. Один із її учнів Сергій Романенко, який безпосередньо працював з нею, написав із США, де він зараз працює: «Олена Платонівна була непересічною особистістю та чуттєвою людиною, віддано присвячувала своє життя науці та роботі, не зважаючи на всі складності, що спіткали її у житті, вона невпинно рухалася вперед не жаліючи сил за для роботи та колег. Вона залишила нас у молодому віці, коли ще могла чудово та плідно працювати, це безсумнівно значна втрата для української науки…».
Леся любила слухати класичну музику, цікавилася історичною літературою та захоплювалася поезією і сама деколи писала ліричні вірші. Леся найбільше любила народні пісні, вона розказувала, що любов до них їй прищепив дідусь Гриць, який наспівував їх для неї коли вона була маленькою. Її особливо улюбленою піснею була колискова, яка починається словами: «Ходить сонко по вулиці, Носить спання в рукавиці. Ходить дітей присипляє, сни чудесні насилає».

## Нагороди
- Премія імені О. О. Богомольця НАН України за монографію «Іони кальцію у функції мозку — від фізіології до патології» (2007)
- Медаль «За працю і звитягу» (2009). Нагороджено за вагомий особистий внесок у розвиток вітчизняної фізіологічної науки, підготовку висококваліфікованих кадрів, багаторічну плідну наукову діяльність та з нагоди 75-річчя утворення Інституту фізіології імені О. О. Богомольця Національної академії наук України, відповідно до указу президента України № 342 від 21.05.2009 р[3].

## Наукові публікації
- Глава 9 «Артериальная гипертензия при сахарном диабете» у «Клиническая диабетология» — Киев, Здоровье, 1998 г. — 320 с.
- Костюк П. Г., Костюк О. П., Лук'янець О. О. Іони кальцію у функції мозку — від фізіології та патології. К.: Наукова думка, 2005. — 198 с.
- Костюк П. Г., Костюк О. П., Лук'янець О. О. Внутрішньоклітинна кальцієва сигналізація: структури і функції. К.: Наукова Думка, 2010. — 175 с.